# Đại Việt
Đại Việt (el Gran Viet), Đại Cồ Việt de 968 al 1054, és el nom que rep l'antic imperi d'Àsia, antecessor del Vietnam.

## Història
Fou creat al 986 per Đinh Bộ Lĩnh, primer emperador de la dinastia dels Đinh, a la regió del riu Roig. Fins al segle xv, el Đại Việt coexistí amb el regne de Txampa, al Sud.
En una impactant incursió de la Dinastia Lý al nord de Txampa va morir el rei Jaya Sinhavarman II i un comandant militar nascut d'una família noble de tradicions guerreres que havien estat vassalls de governants precedents, va ascendir a la corona com a Jaya Paramesvaravarman I l'any 1044. A finals de 1068 Rudravarman III va provocar la guerra amb Lý Thánh Tông provocant una incursió vietnamita a Txampa l'any següent en la que Rudravarman va ser derrotat i capturat, oferint les tres províncies del nord de Txampa a Đại Việt. Rudravarman va agitar una guerra civil caòtica entre Phan Rang i Nha Trang el 1069 que va deixar Txampa completament devastada. El príncep Thäng va ser coronat rei de Txampa Harivarman IV el 1074 i va fer les paus amb Đại Việt però va provocar la guerra amb l'imperi khmer d'Angkor.
El 1257 el general Uriyangqatai a les ordres de Möngke va atacar el regne de Đại Việt que tenia per capital a Thăng Long (l'actual Hanoi) baixant des de Yunnan fins a la plana de Tonquín. El rei de Đại Việt Trần Thái Tông va abdicar després de ser derrotat a la batalla de Bình Lệ Nguyên i Thăng Long fou saquejada. El seu successor Trần Thánh Tông es va reconèixer vassall mongol el març del 1258.
Amb la dinastia Song ja conquerida, el 1283, durant el regne d'Indravarman V, Kublai Khan de la dinastia Yuan va llançar una invasió naval de Txampa, abans estat tributari de la dinastia Song i la dinastia Yuan. Vijaya va ser capturada i saquejada per l'exèrcit Yuan liderat pel comandant mongol Sogetu a principis de 1283 i Indravarman V va decidir pagar tribut i comprar la pau, i els mongols van marxar. Amb la intenció d'exigir un major tribut i la supervisió directa dels Yuan dels afers locals a Đại Việt i Txampa, els Yuan van llançar una altra invasió el 1285 que no va aconseguir els seus objectius per la seva derrota a la batalla de Chương Dương, però Indravarman V es va fer tributari dels Yuan. Una tercera invasió va tenir lloc el 1287 sent derrotada a la batalla del riu Bạch Đằng i els mongols van retornar a la Xina.
Amb l'accés en 1294 del nou emperador Yuan, Temür Kan, es va anunciar que la guerra amb Đại Việt havia acabat, i va enviar una missió a Đại Việt per restablir les relacions amistoses entre els dos països. La lluita mútua contra els mongols va apropar Đại Việt i Txampa i l'emperador Trần Nhân Tông de Đại Việt va casar la seva filla, Huyền Trân, amb Jaya Simhavarman III de Txampa en 1306 a canvi de les províncies de Chau O i Chau Ly.
El 1400, Hô Quy Ly canvia el nom del país per Đại Ngu. El 1428, Lê Lợi rebautitza el país sota el nom de Đại Việt, que es conservarà fins al 1802, data on Nguyễn Ánh s'autoproclama emperador, agafa el títol de Gia Long i unifica el país sota el nom de Việt Nam.
El 1471 Txampa va sofrir una greu derrota davant l'emperador vietnamita Lê Thánh Tông i el regne va quedar reduït al petit enclavament de Nha Trang, convertint-se en estat vassall de Đại Việt. Txampa i la seva població foren llavors absorbits al Vietnam. La conquesta vietnamita de Txampa va contribuïr directament a la conversió a l'islam per part de la majoria de la població txam.

## Dinasties vietnamites
- Dinastia Ngô (939-968)
- Dinastia dels Đinh (968–980) ;
- Dinastia Lê anterior (980–1009) ;
- Dinastia Lý (1009–1225) ;
- Dinastia Trân (1225–1400) ;
- Dinastia Hô (1400–1407) ;
- Dinastia Trần posterior (1407–1428) ;
- Dinastia Lê posterior (1428–1527 et 1533–1788) ;
- Dinastia Mac (1527–1677) ;
- Dinastia Trịnh (1539-1786);
- Dinastia dels Tây Sơn (1778–1802).